# Øgadekvarteret (Hadsund)
 For alternative betydninger, se Øgadekvarteret. (Se også artikler, som begynder med Øgadekvarteret)
Øgadekvarteret er et kvarter i Hadsund beliggende umiddelbart øst for byens centrum.
Kvarteret har en række gader navngivet efter danske øer, deraf navnet. Navnet Øgadekvarteret bruges almindeligt i det daglige sprog. De første parceller blev bygget i starten af 1940'erne Den vestlige del af kvarteret er primært beliggende på en bakke. Den østlige del er beliggende på et fladt areal, der er hævet havbund fra stenalderen.
Kvarteret afgrænses mod nord af Holterne, mod vest af Hadsund Centrum, mod syd af Ved Stranden/Rolighed og mod øst af Industri Øst. Østergade, Jernbanegade og Kirkegade er de veje som giver adgang til Ø-kvarteret.
Bebyggelsen består af 196 parceller fordelt på 1 kirke, 3 lejlighedsbloke, 15 rækkehuse og 183 parcelhuse, de er placeret langs Kirkegade, Jernbanegade og Østergade, den har 17 tilhørende sideveje, Pejtersborgvej, Jyllandsgade, Læsøgade, Sjællandsgade, Samsøgade, Tykkenkærvej og Sindholtvej.
I den vestlige del af kvarteret ligger Hadsund KulturCenter og Hadsund Kirke.

## Galleri
- Hadsund Kirke.
- Østergade.